# 大西洋海岸线铁路
大西洋海岸线铁路（报告代码：ACL）是美国铁路运输史上一家重要的一级铁路公司，存在于1900年4月21日至1967年6月30日。大西洋海岸线铁路的前身可追溯至1836年在弗吉尼亚州成立的里士满和彼得斯堡铁路。1898年，该公司更名为弗吉尼亚州大西洋海岸线铁路公司，彼得斯堡铁路亦与里士满和彼得斯堡铁路公司合并。1900年4月21日，弗吉尼亚州大西洋海岸线铁路与威尔明顿和韦尔登铁路、诺福克和卡罗莱纳铁路以及南卡罗莱纳州大西洋海岸线铁路合并，公司名称更改为大西洋海岸线铁路公司。1902年7月，该公司与通称为普兰特系统的萨凡纳、佛罗里达和西部铁路合并，该公司并拥有佛罗里达南方铁路、圣福德和圣彼得堡铁路的多数股份，这些铁路公司随后于1903年4月1日连同其他支线一起合并到大西洋海岸线铁路。1902年10月，大西洋海岸线铁路收购了路易斯维尔和纳什维尔铁路的多数股份。
大西洋海岸线铁路的主要营运区域位于美国东南部，特别是佛罗里达州。大西洋海岸线铁路贯穿美国东南部多个沿海城市，连接了从弗吉尼亚州里士满到佛罗里达州的多个重要港口，包括诺福克、威尔明顿和查尔斯顿等地，使其成为连接北方与南方的重要交通动脉之一。在20世纪上半叶，大西洋海岸线铁路在推动佛罗里达州的经济发展方面发挥了重要作用，其高效的运输网络不仅促进了当地农业、林业和其他产业的发展，也为佛罗里达州带来了大量来自北方的游客，其从纽约到佛罗里达的客运列车广受旅客欢迎。通过提供便捷的客运服务，大西洋海岸线铁路帮助佛罗里达成为美国最受欢迎的旅游目的地之一。此外，铁路沿线的发展还促成了多个度假胜地和酒店的兴建，使得佛罗里达的沿海经济得以蓬勃发展。大西洋海岸线铁路的影响力不仅限于佛罗里达，它的铁路系统还向西延伸至阿拉巴马州的伯明翰，并通过其附属的铁路网络连接辛辛那提、圣路易斯、孟菲斯和新奥尔良等主要城市。
大西洋海岸线铁路始终以良好的管理和高盈利能力著称，亦是美国铁路史上少数从未经历过严重财政危机的大型铁路公司。虽然它曾经长时间面临着海岸航空线铁路和南方铁路等竞争对手的挑战，但仍然保持了稳定的增长。1925年底，大西洋海岸线铁路的总营业里程达到了4,924英里，经过多次合并后，到1960年底，这一数字增长至5,570英里（不包括其多个附属铁路公司）。1967年，随着铁路行业的发展与竞争格局的变化，承载着美国东南部一个多世纪交通和经济发展史的大西洋海岸线铁路，与长期竞争对手海岸航空线铁路合并，组成了海岸沿海线铁路。到了1980年代，随着美国南部多家大型铁路公司的合并，海岸沿海线铁路成为海岸系统铁路的一部分。此后，该系统进一步加入CSX运输公司，成为其庞大铁路网络的一部分。如今，原属大西洋海岸线铁路的大部分铁路网仍由CSX营运，延续了其在美国东南部铁路运输中的重要地位。

## 历史

### 前身公司的早期发展
大西洋海岸线铁路的铁路网最早可以追溯至1830年成立的彼得斯堡铁路（Petersburg Railroad）。1830年2月10日，弗吉尼亚州议会批准了彼得斯堡铁路公司的设立，该铁路于1833年建成通车。彼得斯堡铁路连接了弗吉尼亚州的彼得斯堡和北卡罗来纳州的韦尔登，促进了彼得斯堡与罗阿诺克河地区的贸易往来，也为后来的铁路扩张奠定了基础。
1836年3月14日，里士满和彼得斯堡铁路（Richmond & Petersburg Railroad）获得特许，建设了一条连接弗吉尼亚州里士满和彼得斯堡的铁路。这条铁路不仅将詹姆斯河和阿波马托克斯河地区联系在一起，还成为未来大西洋海岸线铁路的重要法律基础。直到一个世纪后的1946年5月13日之前，大西洋海岸线铁路仍然沿用里士满和彼得斯堡铁路的特许经营权。在此之后，大西洋海岸线铁路才调整其公司结构，符合弗吉尼亚州的公司法。这使得里士满和彼得斯堡铁路成为大西洋海岸线铁路最重要的法律和企业根基之一。
1840年3月7日，长达161英里（约259公里）的威尔明顿和韦尔登铁路（Wilmington and Weldon Railroad）建成，该铁路最初名为威尔明顿和罗利铁路（Wilmington and Raleigh Railroad），直到1855年才更名。这条铁路连接了北卡罗来纳州的威尔明顿和韦尔登。值得一提的是，在建成当时，这条铁路是世界上距离最长的铁路。威尔明顿和韦尔登铁路不仅促进了南北交通的发展，还在后来成为大西洋海岸线铁路的管治基础。威尔明顿和韦尔登铁路公司被视为大西洋海岸线铁路公司事实上的母公司，因为当大西洋海岸线铁路公司正式成立时，威尔明顿和韦尔登铁路公司被用作新公司的行政总部。虽然大西洋海岸线铁路公司在里士满和彼得斯堡铁路公司的特许下营运，但威尔明顿和韦尔登铁路公司成为经营业务的控股公司。
1853年，威尔明顿和曼彻斯特铁路（Wilmington and Manchester Railroad）建成，连接了威尔明顿和南卡罗莱纳州的弗洛伦斯。这条铁路在佛罗伦萨连接东北铁路（Northeastern Railroad），最终抵达南卡罗来纳州的查尔斯顿。

### 美国南部铁路的整合
19世纪中叶，美国铁路行业经历了空前的增长，成为美国南部经济的核心驱动力。到南北战争爆发前，铁路已经取代了水运，成为当地主要的运输方式。然而，南北战争对南方铁路系统造成了毁灭性的影响，尤其是在战争的最后两年，联邦军大规模破坏了南方的铁路基础设施，摧毁了大量桥梁、车站和车辆，导致南方的铁路网络陷入瘫痪。到1860年代末，南方铁路系统已严重损坏，许多线路处于废弃或失修状态。1869年，来自巴尔的摩的投资者威廉·汤普森·沃尔特斯收购了南方多家独立的小型铁路公司，包括彼得斯堡铁路、里士满和彼得斯堡铁路，以及威尔明顿和韦尔登铁路。虽然这些铁路公司仍然以各自的公司名义独立运作并保留了原有名称，但它们实际上已经被统一管理，并且威尔明顿与韦尔登铁路被确立为整个铁路网络的行政中心。
大西洋海岸线铁路公司是在19世纪末一系列铁路公司并购与整合的结果，其发展历程相较于美国北部的铁路系统落后不少。这一延迟主要受美国南北战争及1873年经济恐慌的影响，导致南方铁路系统的整合进程推迟了数十年。1870年代至1880年代，威尔明顿与韦尔登铁路进一步整合了旗下的各家铁路公司，推动了技术标准化进程。例如在1886年，所有附属铁路公司被要求将轨距统一调整为标准的4英尺8.5英寸（1,435毫米），同时对所有机车车辆进行轨距改造。这一举措大幅提高了铁路运输的效率，使得各条铁路能够无缝衔接。1871年，威尔明顿-韦尔登铁路和威尔明顿-曼彻斯特铁路开始以“大西洋海岸线”（Atlantic Coast Line）的名义进行联合营销，这一名称逐渐被沿用下来。
1889年4月29日，美国进步与建设公司（American Improvement & Construction Company）在康涅狄格州注册成立。这家公司获得了极为广泛的经营权限，包括收购、建设、拥有、出售、租赁及营运铁路、有轨电车、电报线路、电话线路、运河、桥梁、轮船及其他基础设施。公司的最初资本额为50万美元，每股50美元，最高资本可达1000万美元。1889年6月22日，该公司的资本上限被提升至3000万美元，为日后的大规模铁路并购奠定了财政基础。1893年5月5日，这家公司改名为大西洋海岸线公司（Atlantic Coast Line Company），并将每股股票面值调整为100美元。同时，公司获得了一项至关重要的新权利：可以收购、持有、转让及处置其他公司的股票、债券及证券。正是凭借这一权利，大西洋海岸线公司逐步收购了多个铁路公司，包括后来的大西洋海岸线铁路公司本身，并在此后多年保持对其的控股权，直至1914年才放弃其控股地位。
1890年代，美国南方铁路迎来了大规模的合并浪潮。1897年3月5日，沃尔特斯整合了南卡罗来纳州的铁路系统，成立了南卡罗来纳大西洋海岸线铁路（Atlantic Coast Line Railroad Company of South Carolina），由威尔明顿、哥伦比亚和奥古斯塔铁路（Wilmington, Columbia & Augusta Railroad）、东北铁路（Northeastern Railroad）、切罗和达灵顿铁路（Cheraw & Darlington Railroad）、曼彻斯特和奥古斯塔铁路（Manchester & Augusta Railroad）、弗洛伦斯铁路（Florence Railroad Company）五家小型铁路公司合并而成。
1898年，弗吉尼亚州境内的铁路也完成合并，里士满和彼得斯堡铁路收购了其邻近的一条经营状况较差的彼得斯堡铁路，两者合并后形成了弗吉尼亚大西洋海岸线铁路（Atlantic Coast Line Railroad of Virginia）。到了1899年，威尔明顿和韦尔登铁路完成对北卡罗来纳州的铁路完成整合，并更名为北卡罗来纳大西洋海岸线铁路（Atlantic Coast Line Railroad of North Carolina）。

### 大西洋海岸线铁路的诞生和扩张

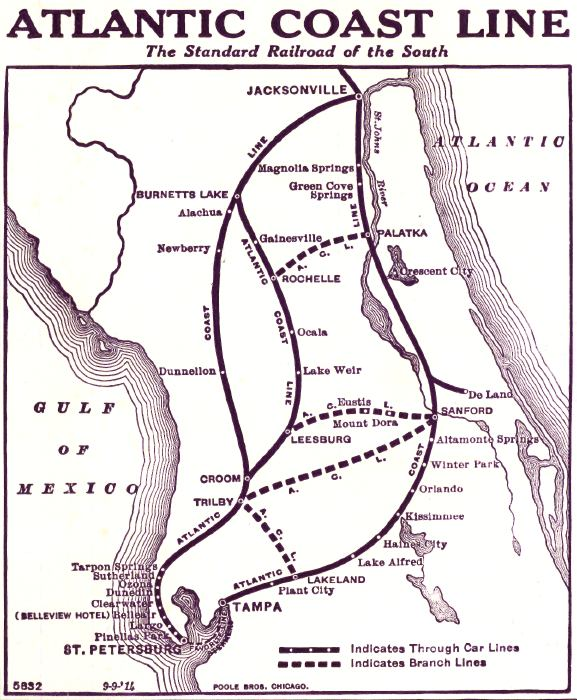
1914年，大西洋海岸线铁路在佛罗里达州的路网示意图

1900年，由于弗吉尼亚州的监管环境对公司发展更为有利，弗吉尼亚大西洋海岸线铁路进一步兼并了南卡罗来纳大西洋海岸线铁路、北卡罗来纳大西洋海岸线铁路、诺福克和卡罗来纳铁路（Norfolk and Carolina Railroad），并最终重组为大西洋海岸线铁路公司（Atlantic Coast Line Railroad Company）。虽然弗吉尼亚大西洋海岸线铁路最初本身的铁路长度不到100英里，但通过这一系列的并购，它一跃成为覆盖美国东南部多个州份的大型铁路公司，路网长度超过1500英里。值得注意的是，虽然该公司在当时的每英里股票价值高于其他铁路公司，并且其债务负担也远超其他公司，但其盈利能力也达到了其他铁路公司的两倍以上。这说明，即使在铁路行业普遍面临高资本投入和债务压力的情况下，大西洋海岸线铁路仍然通过较高的营运效率和路网整合实现了盈利增长。
大西洋海岸线铁路在成立初期，虽然已经整合了多个较小的铁路系统，但仍然需要扩大其营运规模，以在南北长距离运输市场中占据更大优势。在这一背景下，1902年4月，大西洋海岸线铁路公司完成了对萨凡纳、佛罗里达与西部铁路（Savannah, Florida & Western Railroad）的并购。这一铁路系统起初由多条经营不善的铁路组成，后来在铁路企业家亨利·布拉德利·普兰特的整合下发展成为普兰特系统（Plant System），并成为佛罗里达州及周边地区的重要铁路网络。对普兰特系统的收购使大西洋海岸线铁路的铁路营业里程增加了1,665英里，几乎在两年内将其规模翻了一倍。这不仅极大增强了大西洋海岸线铁路的运输能力，也使其铁路网络覆盖范围深入佛罗里达州，为日后进一步发展南部市场提供了坚实基础。
除了普兰特系统，大西洋海岸线铁路在20世纪初期的另一项重要投资是对路易斯维尔和纳什维尔铁路（Louisville & Nashville Railroad）的大量股权收购，并获得了阿拉巴马西部铁路（Western Railway of Alabama）和亚特兰大和西点铁路（Atlanta & West Point Railroad）的控股权。这一收购最初并非刻意为之，而是偶然形成的，但最终证明是一次极具目光的投资。与美国的其他许多铁路公司不同，路易斯维尔和纳什维尔铁路自成立以来从未经历过破产重组，这使其财务状况较为稳定。大西洋海岸线铁路虽然持有该铁路的大量股票，并从中获利丰厚，但并未直接介入其日常运营，而是将其作为一项长期投资。这种策略使大西洋海岸线铁路在不增加管理复杂性的情况下，仍然能够获得路易斯维尔和纳什维尔铁路的持续盈利。
进入1920年代，大西洋海岸线铁路的扩张步伐仍在继续。1924年，大西洋海岸线铁路与克林奇菲尔德铁路（Clinchfield Railroad）签署了一份长达999年的租赁协议，全面控制了该铁路的营运。这一举措进一步强化了大西洋海岸线铁路在阿巴拉契亚地区的运输网络。1927年，大西洋海岸线铁路又收购了亚特兰大、伯明翰和海岸铁路（Atlanta, Birmingham & Coast Railroad）的大部分普通股，但该铁路直到1945年才正式并入大西洋海岸线铁路。此外，在1935年，大西洋海岸线铁路完成了对东卡罗来纳铁路（East Carolina Railway）的收购，该铁路由北卡罗来纳州塔尔伯勒向南延伸至胡克顿。

### 基础设施升级应对运输需求

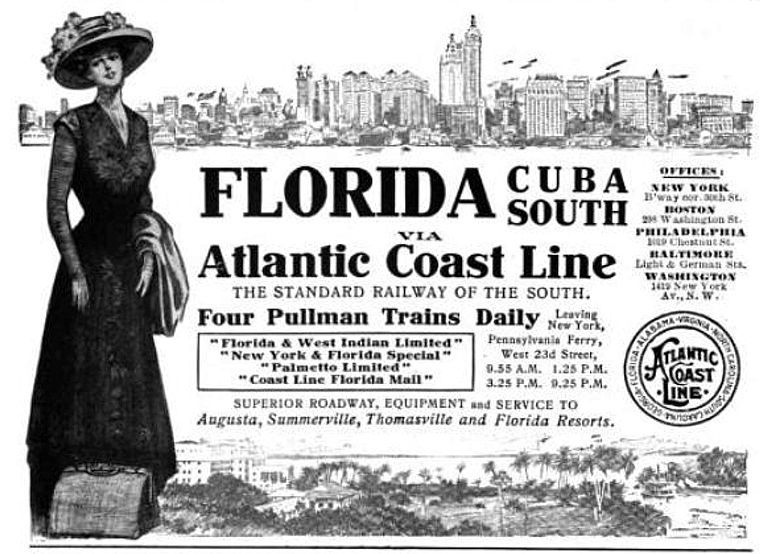
1910年，宣传纽约至佛罗里达客运服务的大西洋海岸线铁路广告

在完成多个大型铁路系统的并购后，大西洋海岸线铁路的网络逐渐形成了南北贯通的交通动脉。然而，早期的铁路建设大多以区域运输为主，并未考虑长距离运输的连通性。因此，大西洋海岸线铁路需要打通不同铁路之间的连接，填补铁路网当中的断点，并统一轨距，以便实现直通运输，并且从单纯的扩张转向基础设施的升级与现代化。
到1920年代，大西洋海岸线铁路的主线——从弗吉尼亚州里士满到佛罗里达州杰克逊维尔——已完成复线改造，显著提升了大西洋海岸线铁路的运输能力，尤其是在“咆哮的二十年代”佛罗里达经济繁荣时期，使得铁路能够满足大量旅客和货物运输的需求。此外，大西洋海岸线铁路还在1928年修建了连接佛罗里达州佩里与德里夫顿的佩里直通线（Perry Cutoff），这一新线路提供了一条更加直接的南北通道，使得来自美国中西部的列车能够绕过杰克逊维尔，直接通往佛罗里达州西海岸。在完成这些改造后，大西洋海岸线铁路能够提供更快捷的州际长途铁路运输服务，并与美国东南部沿海的轮船公司展开直接竞争。在此之前，许多南来北往的旅客和货物选择海运，然而，随着铁路系统的完善，大西洋海岸线铁路及其他铁路公司能够提供更快、更可靠的陆路运输服务，对传统的海运行业构成了重大挑战。
而在铁路运输设备的维修与保养设施方面，大西洋海岸线铁路最早的机车修理厂位于北卡罗来纳州威尔明顿，历史可追溯至1840年，而位于南卡罗来纳州弗洛伦斯的修理厂则在1883年经历了一次现代化改造。然而，随着铁路网络的扩大，原有的维修设施已经无法满足需求。到1920年代，大西洋海岸线铁路在北卡罗来纳州南罗基芒特和乔治亚州韦克罗斯建立了两个规模庞大的修理厂，每个工厂雇用了大约2,000名工人，负责机车大修和货车制造。此外，随着大西洋海岸线铁路在佛罗里达州的铁路网络不断扩展，该公司于1926年在坦帕附近建立了机车修理厂与编组站，投资高达200万美元，为佛罗里达地区的铁路运输提供了更强的后勤保障。

### 大萧条及二战时期的发展

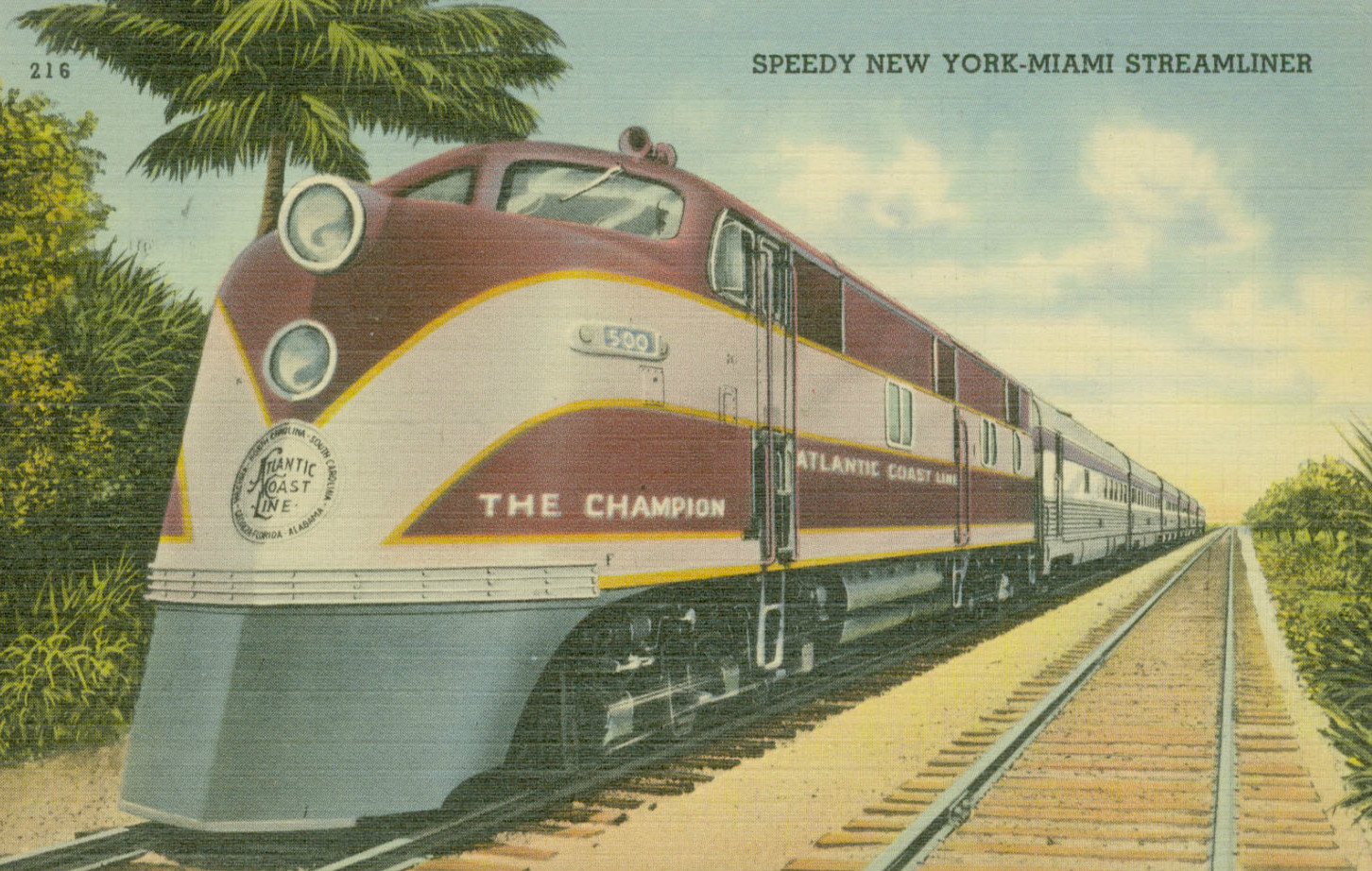
1941年，大西洋海岸线铁路冠军号列车的明信片

尽管1920年代是大西洋海岸线铁路的黄金发展时期，但1930年代的大萧条给整个铁路行业带来了沉重打击。由于经济衰退，货运量大幅下降，该公司的货运收入减少了约60%，但公司凭借稳健的财务管理和战略性的投资，成功度过了经济危机，成为少数未破产的美国铁路公司之一。大西洋海岸线铁路能够保持财务稳定的原因主要有以下几点：首先，该公司的管理层采取了谨慎的财务策略，避免了过度扩张，同时维持较为稳健的现金流。其次，大西洋海岸线铁路拥有路易斯维尔和纳什维尔铁路的控股权，而后者在大萧条期间表现相对稳定，这为大西洋海岸线铁路提供了一定的经济缓冲。此外，大西洋海岸线铁路在大萧条期间削减了营运成本，包括减少新线路建设、改善现有营运路线，并在可能的情况下减少人力成本，以确保公司能够维持基本的盈利能力。这一时期的成功，不仅使大西洋海岸线铁路能够在经济复苏后迅速恢复增长，也为日后的进一步发展奠定了坚实的基础。
20世纪上半叶，美国铁路运输正经历从蒸汽机车向柴油机车过渡的重大转型。作为东南部的重要铁路公司，大西洋海岸线铁路在1930年代中期开始注意到柴油机车的潜力，并在1939年迈出了关键一步，向电气动力公司（EMC）订购了两台E3型柴油机车。这些机车首次采用了引人注目的银灰色与皇家紫色（Royal Purple）涂装，皇家紫是该公司长期以来用于其客运时刻表的代表色，同时也是当时公司副总裁查皮恩·麦克道尔·戴维斯（Champion McDowell Davis）的个人最喜爱的颜色。同年12月，大西洋海岸线铁路正式推出了其第一列轻量化客运列车，并将其命名为冠军号列车（Champion），成为该公司当时最具竞争力的列车之一。这一命名不仅象征着铁路运输的新标准，也呼应了公司副总裁的名字。
在第二次世界大战期间，大西洋海岸线铁路迎来了空前的运输需求增长。战争的爆发使得美国东海岸的海运安全受到威胁，尤其是在大西洋战区，德国U型潜艇对盟军的商船和补给线造成了极大破坏。因此，大西洋海岸线铁路成为了沿海航运的重要替代方案，大量的物资、军需品和人员改由铁路运输。在这一时期，大西洋海岸线铁路的客运量增长了200%，而货运量则增长了150%。同时，由于东南部军事工业的快速发展，大西洋海岸线铁路成为了支撑该地区军工生产的重要运输动脉，为军工企业输送原材料、装备和军队调度提供了高效的运输服务。尽管大西洋海岸线铁路在二战之前仅购置了少量柴油机车（包括E3、E6、HH660、SW1），但这些机车已经证明了其远高于蒸汽机车的运用效率。由于战争期间的物资管制，铁路公司无法大规模采购新机车，因此内燃化进程暂时放缓。然而，这种情况在二战结束后迅速改变。

### 战后现代化及客货运的发展

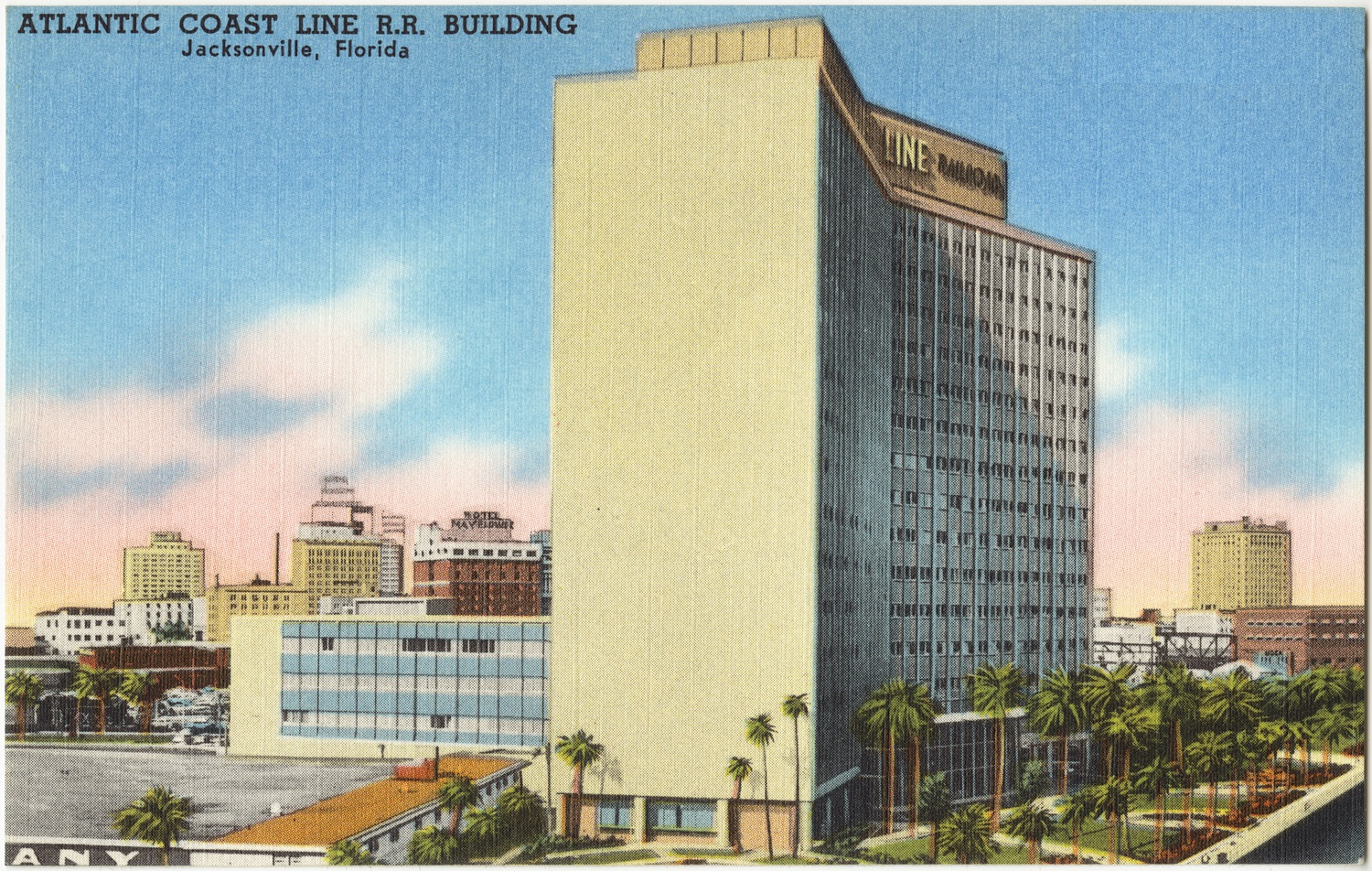
1960年代，杰克逊维尔明信片上的大西洋海岸线铁路公司总部大楼

1942年，查皮恩·麦克道尔·戴维斯接任大西洋海岸线铁路公司总裁。1945年，随着战争的结束，大西洋海岸线铁路开始了一项大规模的基础设施改造计划，以应对战时过度使用导致铁路设施损耗严重的问题。戴维斯推行了一系列铁路现代化措施，包括对数百英里的铁路展开扩能改造工程，提高轨道承载能力和行车速度；安装现代化的铁路信号系统，改善行车安全性；升级铁路货运站场，提高物流系统的能力和效率。在这项计划的实施过程中，大西洋海岸线铁路共投资至少2.68亿美元。
二战结束后，政府对柴油机车采购的限制被解除，大西洋海岸线铁路立即加快了牵引动力内燃化的步伐。1940年代后期，大西洋海岸线铁路陆续购入大量易安迪制造的柴油机车，同时也引入了少量美国机车公司和鲍尔温机车厂制造的调车机车，以满足不同作业需求。其中，最大批的采购发生在1950年至1951年，仅在这两年间，易安迪就向大西洋海岸线铁路交付了约350台柴油机车。到1952年，该公司的柴油机车总数已达到564台，其中154台为GP7型柴油机车，在大西洋海岸线铁路的主线上的蒸汽机车已几乎被完全淘汰，仅剩少量4-6-2（太平洋式）和4-6-0（十轮式）蒸汽机车仍在乔治亚州的亚特兰大、伯明翰和海岸铁路支线运行。1955年6月30日，最后一台蒸汽机车正式退役，标志着大西洋海岸线铁路全面进入内燃化时代。进入1960年代，随着铁路行业的技术不断进步，提升柴油机车的单机功率已成为趋势，大西洋海岸线铁路也开始升级其柴油机车队伍。1963年，从易安迪购入了9台GP30型柴油机车，成为其向第二代柴油机车过渡的起点。随后，又分别向易安迪、通用电气和美国机车公司等制造商购入了六轴的新型大功率机车，包括SD35、SD45、U25C、C628、C630等车型，功率等级介乎2500马力至3600马力，这些机车具备更强的牵引能力，并能减少货物列车编组中所需的机车数量，从而提升机车运用效率。
为了迎合战后经济复苏和旅游业的增长，大西洋海岸线铁路在1949至1950年冬季对其旗舰客运列车进行了全面升级，购置了一批轻量化客车，并对原有的重型客车进行改造。这一举措使得大西洋海岸线铁路的两列著名客运列车——冠军号列车（Champion）和佛罗里达特快号列车（Florida Special）焕然一新，为前往佛罗里达的冬季度假游客提供了更舒适的乘车体验。此外，大西洋海岸线铁路还曾经经营许多客运路线，提供长途卧铺车厢服务，将旅客运送至北卡罗来纳州威尔明顿、佛罗里达州那不勒斯等地。然而，到了1950年代末，随着公路和航空交通的发展，铁路客运逐渐陷入低迷，大西洋海岸线铁路不得不削减大量地方客运列车，并关闭部分利用率较低的支线，以降低营运成本。
1956年，大西洋海岸线铁路将其总部从北卡罗来纳州威尔明顿迁至佛罗里达州杰克逊维尔，这一决定是在乔治亚州萨凡纳和南卡罗来纳州查尔斯顿等城市的竞争中最终确定的。新总部大楼于1960年7月竣工，总部搬迁工作随后完成。与此同时，大西洋海岸线铁路也对其企业形象进行了调整。该公司的柴油机车最初采用了皇家紫、银灰色和黄色的涂装，色彩鲜艳且富有特色。然而，公司发现这种涂装在美国东南部的烈日下容易褪色，需要每两年重新粉刷一次，维护成本高昂。1957年，在新任总裁威廉·托马斯·赖斯（W. Thomas Rice）的领导下，大西洋海岸线铁路的机车改用更简单的黑色涂装，并辅以黄色和银色点缀，虽然外观不如皇家紫引人注目，但每年能为公司节省逾10万美元的维护成本。

### 与海岸航空线铁路合并
自1958年10月起，大西洋海岸线铁路开始与其竞争对手海岸航空线铁路（Seaboard Air Line Railroad）商讨合并事宜。经过详尽研究，发现两家公司合并后每年可节省约3800万美元的营运成本。因此，1960年8月18日，大西洋海岸线铁路和海岸航空线铁路的股东正式批准合并计划。1963年，虽然美国州际商务委员会（ICC）批准了合并，但由于《克莱顿反垄断法》的相关问题，合并被诉至法院。经过多次审理，最终在1966年裁定合并可以继续推进。1967年7月1日，大西洋海岸线铁路与海岸航空线铁路正式合并，成立了海岸沿海线铁路（Seaboard Coast Line Railroad）。合并后的海岸沿海线铁路成为当时全美规模排名前十的铁路公司，拥有总资产12亿美元，营业里程达9629英里，业务覆盖北卡罗来纳州、南卡罗来纳州、弗吉尼亚州、佛罗里达州、乔治亚州、田纳西州和阿拉巴马州等多个州份。海岸沿海线铁路在合并后的13年内盈利稳定，为后续的铁路整合奠定了基础。
1980年11月1日，海岸沿海线铁路与其他几家铁路公司共同成立了CSX公司（CSX Corporation），目的是进一步整合铁路资源，并最终实现大规模合并。1982年12月29日，海岸沿海线铁路正式并入海岸系统铁路（Seaboard System Railroad），成为CSX的子公司。到了1986年7月1日，CSX正式成立CSX运输公司（CSX Transportation），并将海岸系统铁路及其附属公司合并入CSX运输。在随后的1987年，CSX完成了对巴爾的摩與俄亥俄鐵路（Baltimore & Ohio Railroad）和切薩皮克與俄亥俄鐵路（Chesapeake & Ohio Railroad）的收购，使CSX运输成为美国东部地区最大的铁路公司之一。